# LEGO NINJAGO The Ride
LEGO NINJAGO The Ride is een interactieve darkride die is geplaatst in diverse attractieparken van Legoland: Legoland Billund, Legoland Windsor, Legoland Deutschland, Legoland Maleisië, Legoland Florida en Legoland Californië. De darkride staat in het teken van de LEGO themaset LEGO Ninjago. De interactieve darkride is in 3D en de eerste interactieve darkride, waarbij er geen gebruik gemaakt wordt van laserpistolen, maar bezoekers hun handen dienen te gebruiken. Door ter hoogte van de 3D-schermen gooiende bewegingen te maken, is op de schermen te zien dat er ballen gegooid worden. Het doel is om zoveel mogelijk punten te scoren door tegen LEGO-personages te gooien.
In de voertuigen bevinden zich sensoren die de hand- en armbewegingen van de passagiers registeren.
De eerste versie van de attractie opende in het voorjaar van 2016 in Legoland Billund, Maleisië en Californië (5 mei 2016) Legoland Florida volgde door op 12 januari 2017 de deuren te openen. In de overige parken opende de attractie in 2017.

## Locaties
De interactieve darkride is in zes verschillende attractieparken van Legoland te vinden. Alle darkrides zijn vrijwel identiek aan elkaar. Het ritverloop is gelijk en de getoonde video's zijn kopieën van elkaar. Ook technisch is geen verschil. De grootste verschillen zijn te vinden in de wachtrij. De decoratie is in elk park hetzelfde echter de inrichting en het verloop van de wachtrij is in elk park anders.
- Legoland Billund
- Legoland Deutschland
- Legoland Windsor
- Legoland Californië
- Legoland Maleisië
- Legoland Florida

## Afbeeldingen

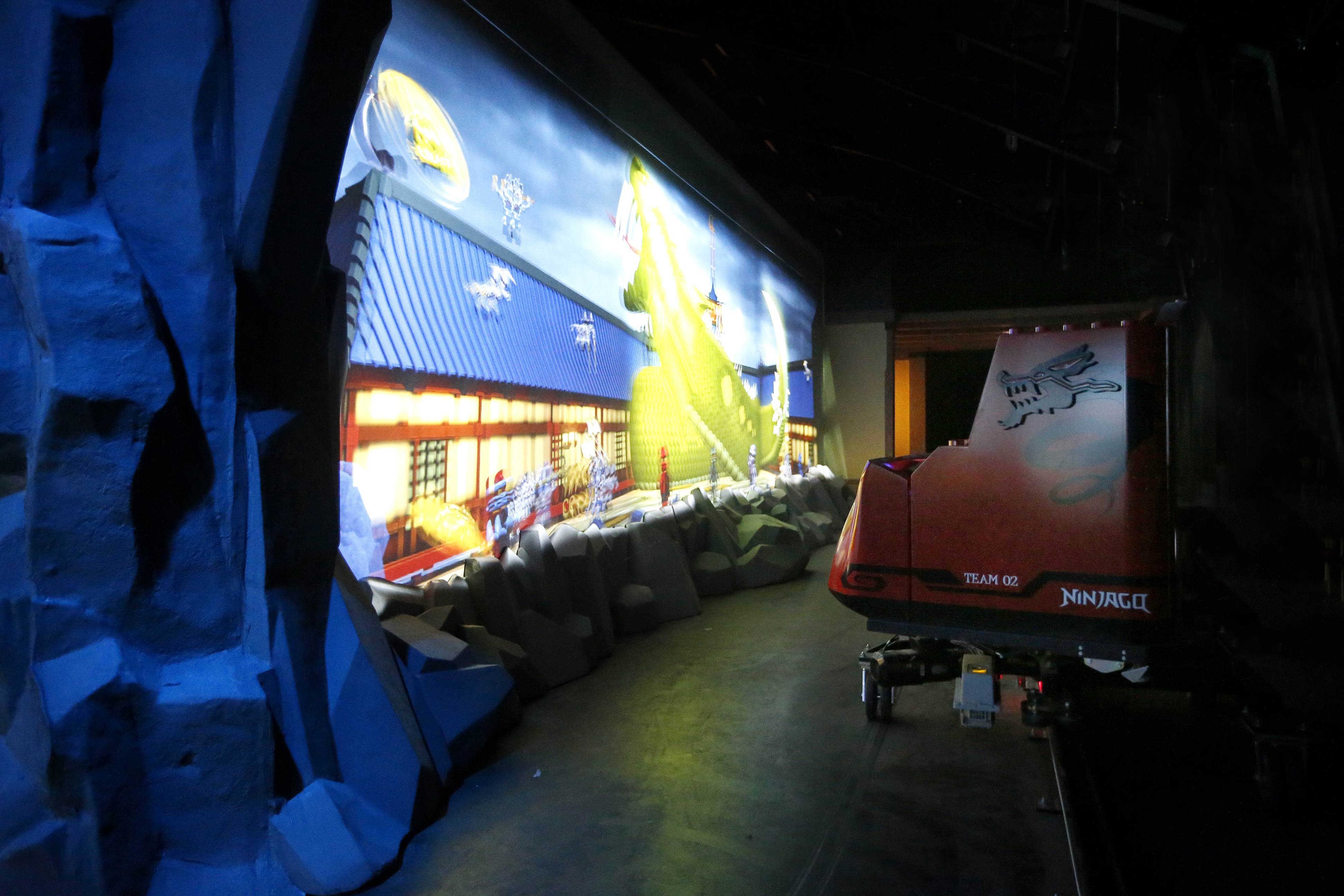
Eén van de schermen tijdens de rit.
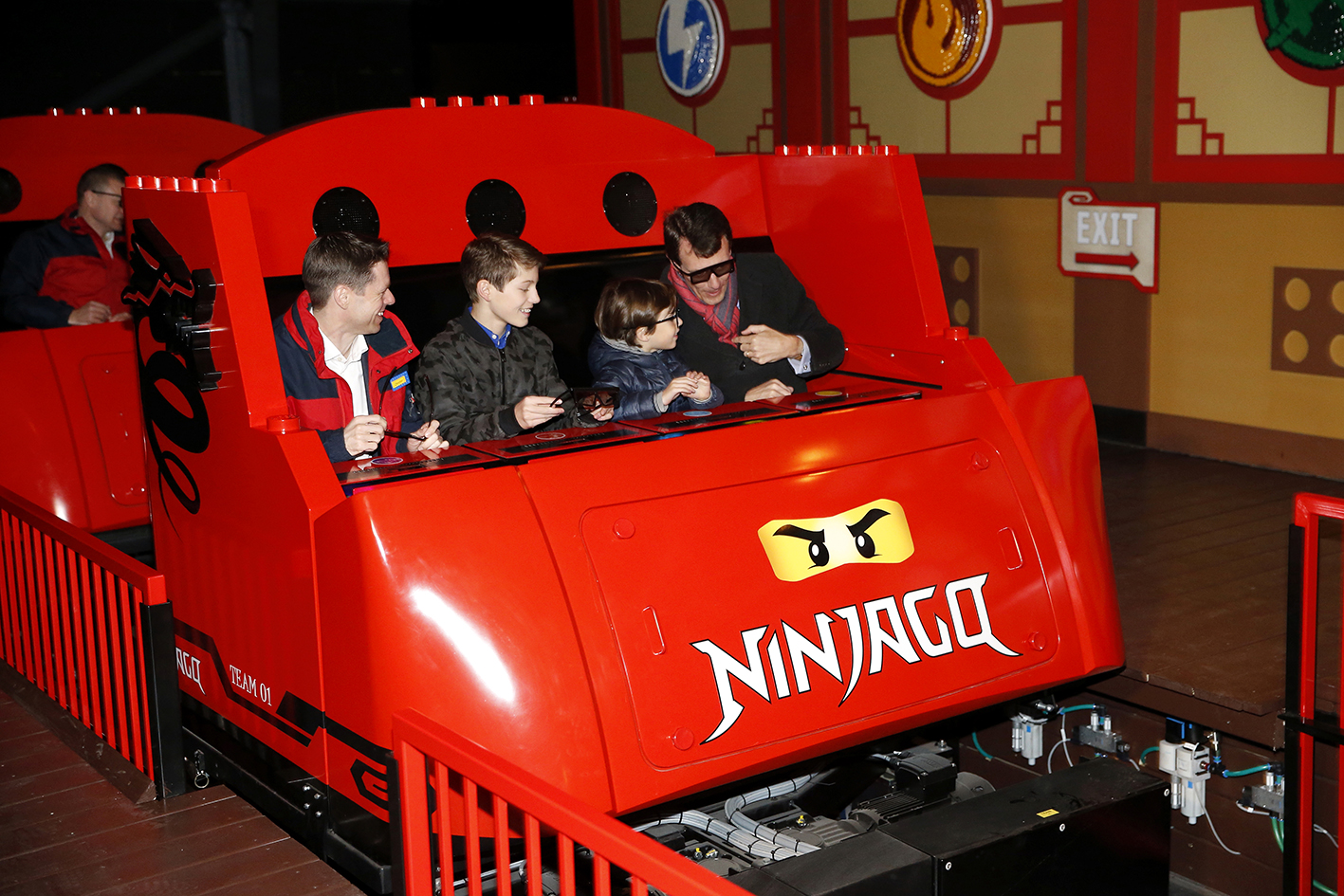
Deense koninklijke familie opent de darkride in Billund